# Jan Aleksander Ludwik Karłowicz
Jan Aleksander Ludwik Karłowicz blazon național Ostoja (n. 28 mai 1836 în Subortowicza în jurul orașului Merecz – d. 14 iunie 1903 în Varșovia) a fost un etnograf polonez, muzicolog, lingvist, folclorist, membru al Academiei de Științe și Arte; tatăl lui Mieczysław.

## Biografie
Provine dintr-o familie nobilă, a fost fiul lui Aleksandr Karłowicz și al Antoninei din familia Mołochowiec. A făcut liceul în Vilnius (1847-1852), ulterior universitatea din Moscova unde a studiat filologie și istorie (1853-1857). Între anii 1857-1859 și-a completat studiile la College de France din Paris și Heidelberg; a studiat problematica teoriei și istoriei muzicii la Conservatorul de muzică din Bruxelles (1859-1860), a studiat în plus istoria și filosofia la universitatea din Berlin (1865-1866), inclusiv la Leopold Rank; la școala berlineză și-a luat doctoratul în 1866 cu lucrarea „De Boleslai Primi bello Kioviensi“. Un an mai târziu și-a prezentat teza de doctorat „Don Karlos, regele spaniol“. Schița biografico-istorică la Școala centrală varșoviană, dar nu și-a luat doctoratul.
Timp de o anumită perioadă a lucrat ca funcționar de birou la Tribunalul din Vilnius(1862). În 1865 s-a căsătorit cu Irena, fiica lui Edmund Sulistrowski (1814 - †1871). Căsătoria a avut loc la Karłowicz în Podzitwe, după moartea lui Edmund s-au mutat la proprietatea din Wiszniewo. Din căsătorie au rezultat patru copii, fiul lui Mieczysław, un celebru compozitor și alpinist. Ginerele lui Karlowicz a fost Zygmunt Wasilewski, critic literar, om politic, senator RP.
În 1871 a fost pentru scurt timp cercetător la Conservatorul de Muzică din Varșovia. În Lituania a luat parte la formarea instituției de ajutor social mutual la țară, împreună cu Constantin Skirmunt care era președintele Băncii Włościański din Szemetowszczyźnie. În 1876 a călătorit în Philadelphia. În 1882 a decis că nu își poate conduce activitatea științifică din Lituania (intenționa să se ocupe de dicționarul limbii polone) și a vândut Wiszniewo contelui Butenejów-Chreptowiaczow, care în timpurile rusificării a început să-l trădeze. Împreună cu familia s-a mutat la Heidelberg, Dresda, Praga, iar în sfârșit la Varșovia. Împreună cu el a luat o vastă colecție de cărți (400 bucăți). Din 1899 a început să țină prelegeri de etnografie la Cursul de pedagogie din Varșovia.

## Opera științifică
Din 1887 a fost membru-corespondent al Academiei de Arte și Științe în Cracovia. A făcut parte de asemenea din Asociația Prietenilor Știintei din Poznań (1872 membru-corespondent), Societé des Traditions Populaires în Paris (1880), Asociația Literară Lituaniană (1881), Asociația de Etnografie din Lvov ( 1895 fondator, mai târziu membru de onoare), Asociația Naturaliștilor „Mikolaj Kopernik“, American Foklore Society, Folklore Society din Londra, Academia de științe și arte din Zagrzeb, Asociația de Etnologie din Praga. Statutul de membru l-a obținut și la Asociația varșoviană de cântat „Lutnia“. În Asociația de Muzică din Varșovia a înființat Secția lui Stanisław Moniuszka (1891) și Frederyk Chopin (1899). În 1888 a fost unul dintre cofondatorii Muzeului de Etnografie din Varșovia. A îndeplinit funcția de președinte al Fondului Literar din Varșovia. 
Preocupările sale științifice cuprind folclorul literar, etnografia muzicală, limba polonă, stiința religiei, lingvistică comparativă, lituaniană, peisajistică, note muzicale. Împreună cu Adam Antoni Kryński și Wladyslaw Niedzwiedzki a elaborat cel mai cuprinzător (până în a doua jumătate a secolui XX) Dicționar al limbii polone (1900-1927, 8 tomuri)care conține în jur de 280.000 cuvinte. A întreprins cercetări comparative sub aplicații poloneze, aratând originea legendei cehe despre Piaști. A cercetat originea numelor precum și procesul de formare a prenumelor și numelor de localități, a clarificat etimologia cuvântului „Polska“. A descris multe  dintre instrumentele muzicale populare necunoscute precum si construcția sătească a cabanei poloneze. A propus originalitatea modurilor de cunoaștere a simbolului nut (Project of a New Way of Writing Musical Notes, 1876.)
A colaborat lunar cu  revista „Wisła“ din punct de vedere geografico-etnografic (1897-1899), împreună cu A.A Kryński a compus „Lucrări filologice“ (1884). A menținut legături științifice apropiate cu Hieronim Łopaciński, Zygmunt Glogere, Oskar Kolbergie, dar și Eliza Orzeszkowa. Natalia Gąsiorowska a fost unul dintre studenții săi. A publicat și câteva traduceri („Principiul eticii a lui Herbert Spencer“), precum și câteva opere științifice, printre altele:
- Despre evreul secolului rătăcitor (1873)
- Despre limba lituaniană (1875)
- Frumoasa Melusine și prințesa Wanda (1876)
- Etimologia populară (1878)
- O contribuție la colecția de proverbe, cântece, sarcasme și parabole ale numelor locale și ancestrale (1879)
- Proverbele numelor (1879)
- Despre numele Polonezilor și Poloniei (1881)
- Die Mythen, Sagen und Legenden der Zamaiten (1883, 2 volume)
- Cabana poloneză (1884)
- Sistematica cântecului popular polonez (1885)
- Dicționarul frazelor străine cu origine mai puțin clară (1894-1905, 3 caiete; 1898 premiul Academiei de Arte din Cracovia)
- Dicționarul dialectelor poloneze (1900-1911, 6 tomuri)
- Etnografia poloneză(1903)